# Judô nos Jogos Paralímpicos de Verão de 2012 - Até 48 kg feminino
A competição de judô na categoria até 48 kg feminino foi disputada no dia 30 de agosto no Complexo ExCel, em Londres.

## Medalhistas
| Ouro   | GER Carmen Brussig                        |
| Prata  | TPE Kai-Lin Lee                           |
| Bronze | RUS Victoria Potapova UKR Yuliya Halinska |

## Formato de competição
Participam da competição 8 atletas. O torneio é eliminatório simples e as lutadoras que são derrotadas na primeira fase disputam a repescagem para a disputa do bronze, contra as lutadoras que perderem nas semifinais.

## Resultados
|  | Quartas de final           | Quartas de final           | Quartas de final |  |  | Semifinais                 | Semifinais                 | Semifinais      |     |                    | Final              | Final | Final |
|  |                            |                            |                  |  |  |                            |                            |                 |     |                    |                    |       |       |
|  | RUS Victoria Potapova      | RUS Victoria Potapova      | 0001             |  |  |                            |                            |                 |     |                    |                    |       |       |
|  | GER Carmen Brussig         | GER Carmen Brussig         | 100              |  |  | GER Carmen Brussig         | GER Carmen Brussig         | 0021            |     |                    |                    |       |       |
|  | ESP Laura García Benítez   | ESP Laura García Benítez   | 000              |  |  | UKR Yuliya Halinska        | UKR Yuliya Halinska        | 0002            |     |                    |                    |       |       |
|  | UKR Yuliya Halinska        | UKR Yuliya Halinska        | 101              |  |  |                            |                            |                 |     | GER Carmen Brussig | GER Carmen Brussig | 010   |       |
|  | CHN Huang Xiaoli           | CHN Huang Xiaoli           | 000              |  |  |                            | TPE Kai-Lin Lee            | TPE Kai-Lin Lee | 001 |                    |                    |       |       |
|  | BRA Karla Ferreira Cardoso | BRA Karla Ferreira Cardoso | 0011             |  |  | BRA Karla Ferreira Cardoso | BRA Karla Ferreira Cardoso | 001             |     |                    |                    |       |       |
|  | TPE Kai-Lin Lee            | TPE Kai-Lin Lee            | 100              |  |  | TPE Kai-Lin Lee            | TPE Kai-Lin Lee            | 002             |     |                    |                    |       |       |
|  | FRA Solene Laclau          | FRA Solene Laclau          | 0001             |  |  |                            |                            |                 |     |                    |                    |       |       |
|  |                            |                            |                  |  |  |                            |                            |                 |     |                    |                    |       |       |
|  |                            |                            |                  |  |  |                            |                            |                 |     |                    |                    |       |       |

### Repescagem
|  | Repescagem               | Repescagem               | Repescagem |  |  | Medalha de Bronze          | Medalha de Bronze          | Medalha de Bronze |
|  |                          |                          |            |  |  |                            |                            |                   |
|  | RUS Victoria Potapova    | RUS Victoria Potapova    | 010        |  |  |                            |                            |                   |
|  | ESP Laura García Benítez | ESP Laura García Benítez | 000        |  |  | RUS Victoria Potapova      | RUS Victoria Potapova      | 001               |
|  |                          |                          |            |  |  | BRA Karla Ferreira Cardoso | BRA Karla Ferreira Cardoso | 0001              |
|  |                          |                          |            |  |  |                            |                            |                   |
|  |                          |                          |            |  |  |                            |                            |                   |
|  |                          |                          |            |  |  |                            |                            |                   |
|  |                          |                          |            |  |  |                            |                            |                   |

|  | Repescagem        | Repescagem        | Repescagem |  |  | Medalha de Bronze   | Medalha de Bronze   | Medalha de Bronze |
|  |                   |                   |            |  |  |                     |                     |                   |
|  | CHN Huang Xiaoli  | CHN Huang Xiaoli  | 024        |  |  |                     |                     |                   |
|  | FRA Solene Laclau | FRA Solene Laclau | 0002       |  |  | CHN Huang Xiaoli    | CHN Huang Xiaoli    | 000               |
|  |                   |                   |            |  |  | UKR Yuliya Halinska | UKR Yuliya Halinska | 100'              |
|  |                   |                   |            |  |  |                     |                     |                   |
|  |                   |                   |            |  |  |                     |                     |                   |
|  |                   |                   |            |  |  |                     |                     |                   |
|  |                   |                   |            |  |  |                     |                     |                   |